# ブリストル (DD-857)
|           | |
| 艦歴      | |
| 発注:     | |
| 起工:     | 1944年5月5日 |
| 進水:     | 1944年10月29日 |
| 就役:     | 1945年3月17日 |
| 除籍:     | 1969年11月21日（米海軍）                                                                                            |
| その後:   | 台湾に売却 |
| 退役:     | 1994年（台湾海軍）                                                                                                  |
| 性能諸元  | |
| 排水量:   | 2,200トン |
| 全長:     | 376 ft 6 in (114.8 m)                                                                                               |
| 全幅:     | 40 ft 10 in (12.4 m)                                                                                                |
| 吃水:     | 15 ft 8 in (4.8 m)                                                                                                  |
| 機関:     | 2軸推進、60,000 shp (45 MW)                                                                                         |
| 最大速:   | 34ノット (63 km/h)                                                                                                  |
| 乗員:     | 士官、兵員336名 |
| 兵装:     | 38口径5インチ砲6門、 40mm対空機銃12基、 20mm対空機銃11基、 21インチ魚雷発射管10門、 爆雷投射機6基、 爆雷投下軌条2基 |
| モットー: | Ship Shape Bristol Fashion                                                                                          |

ブリストル (USS Bristol, DD-857) は、アメリカ海軍の駆逐艦。アレン・M・サムナー級駆逐艦の1隻。艦名は1901年から1903年まで北大西洋艦隊最高司令官を務めたマーク・ランバート・ブリストル少将に因む。その名を持つ艦としては2隻目。

## 艦歴
ブリストルは1944年5月5日にカリフォルニア州サンペドロのベスレヘム造船で起工する。1944年10月29日にアウグスト・フレデリック・エバリー夫人によって命名、進水し、1945年3月17日にK・P・レッツ中佐の指揮下就役する。
就役後1945年6月13日にサンディエゴを出航、真珠湾に6月19日到着し、7月29日にグアムに到着、第30.8任務群に合流する。同艦隊は第38任務部隊に対する補給後方支援を行うグループであった。8月5日にブリストルはアシュタビュラ (USS Ashtabula, AO-51) と衝突する。ブリストルは艦首部分を損傷し、修理のためグアムに帰還、修理は9月1日に完了した。その後日本の占領支援任務に向けて出航する。ブリストルの任務は1946年2月21日に終了し、3月15日にサンペドロに帰還した。
1946年4月、ブリストルは東海岸へ向かい大西洋艦隊に合流した。東海岸沿いに活動を行い、1947年2月にイギリスに向けて出航、ヨーロッパ水域での巡航を8月まで行う。1947年8月から1948年9月までブリストルは大西洋での作戦活動に従事し、その後1949年1月まで二度目のヨーロッパ巡航を行う。
ブリストルは帰国すると予備役訓練艦に指定され、続く18ヶ月間にわたってルイジアナ州ニューオーリンズで活動する。1950年の夏から秋にかけてブリストルはグアンタナモ湾で訓練を行い、その合間にカリブ海のいくつかの港を訪問した。
1950年10月21日にブリストルは母港をニューポートに変更し、グアンタナモ湾で回復訓練を行った後母港のニューポートに到着した。1951年3月5日に地中海へ向かい、第6艦隊との任務に就いた後、夏にニューポートに帰還した。10月2日に世界一周の巡航を始め、その後朝鮮半島で1951年10月31日から1952年2月27日まで活動した。その後スエズ運河と地中海を経由して、1952年4月21日にニューポートに帰還した。
その後ブリストルは大西洋艦隊に所属し東海岸およびカリブ海、また第6艦隊と共に地中海で平時の作戦活動に従事した。
ブリストルは第二次世界大戦の戦功で1個の従軍星章を、朝鮮戦争の戦功で2個の従軍星章を受章した。
1969年11月21日にブリストルは退役し米海軍から除籍され、同年12月9日には台湾に売却された。
1970年2月5日フィラデルフィアより回航され、4月25日に左営港に到着、台湾海軍に編入され、「華陽」と改名された。同時にイスラエルのガブリエルMK1対艦ミサイルを搭載した。1994年4月に退役・除籍、スクラップにされた。